# Solanum palmeri
Solanum palmeri är en potatisväxtart som beskrevs av George Vasey och Joseph Nelson Rose. Solanum palmeri ingår i släktet skattor som ingår i familjen potatisväxter. Inga underarter finns listade i Catalogue of Life.